# Urologic Oncology – Seminars and Original Investigations
Urologic Oncology – Seminars and Original Investigations, abgekürzt Urol. Oncol.-Semin. Orig. Investig. ist eine wissenschaftliche Fachzeitschrift, die vom Elsevier-Verlag veröffentlicht wird. Es ist eine offizielle Zeitschrift der Society for Urologic Oncology und erscheint derzeit mit 12 Ausgaben im Jahr. Es werden Arbeiten veröffentlicht, die sich mit der urologischen Onkologie beschäftigen. Ein Abonnement kostet für Bibliotheken in Europa 949 US-Dollar pro Jahr.
Der Impact Factor lag im Jahr 2016 bei 3.767. Nach der Statistik des ISI Web of Knowledge wird das Journal mit diesem Impact Factor in der Kategorie Urologie und Nephrologie an 13. Stelle von 76 Zeitschriften geführt.